# Bajt Ula
Bajt Ula (arab. ‏بيت أولا‎, Bayt Ūlā) – miasto w Autonomii Palestyńskiej, w południowej części Zachodniego Brzegu, w muhafazie Hebron. W 2017 roku liczyło ok. 14,5 tys. mieszkańców.